# John Fogerty (álbum)
John Fogerty es el segundo álbum de estudio del músico estadounidense John Fogerty, publicado por la compañía discográfica Asylum Records en septiembre de 1975. El álbum incluyó una mezcla de composiciones originales y versiones de otros artistas, en un retorno a la música rock de la Creedence Clearwater Revival y alejándose del sonido tradicional y country de su álbum debut, The Blue Ridge Rangers.
El álbum alcanzó el puesto 78 en la lista estadounidense Billboard 200. Por otra parte, el sencillo «Rockin' All Over the World», versionado por Status Quo en 1977, llegó al puesto 27 de la lista Billboard Hot 100, mientras que «Almost Saturday Night» alcanzó el 78.

## Lista de canciones
Todas las canciones escritas y compuestas por John Fogerty excepto donde se anota. 
| N.º | Título                       | Escritor(es)       | Duración |  |
| 1.  | «Rockin' All Over the World» |                    | 2:50     |  |
| 2.  | «You Rascal You»             | Sam Theard         | 2:40     |  |
| 3.  | «The Wall»                   |                    | 2:55     |  |
| 4.  | «Travelin' High»             |                    | 3:20     |  |
| 5.  | «Lonely Teardrops»           |                    | 4:30     |  |
| 6.  | «Almost Saturday Night»      |                    | 2:32     |  |
| 7.  | «Where the River Flows»      |                    | 2:34     |  |
| 8.  | «Sea Cruise»                 | Huey "Piano" Smith | 3:10     |  |
| 9.  | «Dream/Song»                 |                    | 3:11     |  |
| 10. | «Flyin' Away»                |                    | 4:21     |  |

## Posición en listas
| País           | Lista         | Posición |
| -------------- | ------------- | -------- |
| Estados Unidos | Billboard 200 | 78       |
| Suecia         | Albums Top 60 | 27       |

| Sencillo                     | País           | Lista             | Posición |
| ---------------------------- | -------------- | ----------------- | -------- |
| «Rockin' All Over the World» | Estados Unidos | Billboard Hot 100 | 27       |
| «Almost Saturday Night»      | Estados Unidos | Billboard Hot 100 | 78       |